# Moi dix Mois
Moi dix Mois är en japansk musikgrupp i genren visual kei gothic metal. Namnet kommer från franskan och betyder "Jag, tio månader". Mana, före detta gitarrist i gruppen Malice Mizer ("マリスミゼル"), bildade gruppen 19 mars 2002. Debutalbumet Dix Infernal gavs ut 2003.

## Musikstil
Moi dix Mois musikstil sägs av många vara lite av en fortsättning på de senare verken av Malice Mizer, men enligt skaparen Mana själv, mycket mörkare. Den kan kallas en blandning av neoklassisk metal, gothic metal och speed metal, och uppvisar likheter med, förutom andra Visual Kei-band, bland andra Dimmu Borgir, Emperor, Lacrimosa och Yngwie Malmsteen. Det bästa är kanske att kalla det J-Visual rock.

## Texterna
Texterna till Moi dix Mois musik är mycket poetiska, och en aning esoteriska. De skrivs alltid av Mana. Språket är oftast japanska, men viss engelska förekommer. Vanliga teman för texterna är Gud, romantik, ensamhet, mörker och djup depression.

## Medlemmar
Nuvarande medlemmar
- Mana (佐藤学 Manabu Satou) – gitarr, programmering (2002– )
- Sugiya – basgitarr (2006– )
- Hayato – trummor (2006– )
- Seth – sång (2006– )
- Ryux (Kawamoto Ryusuke) – gitarr (2014– )

Tidigare medlemmar
- Shadow X – sång
- Kazuno – basgitarr (2002–2005)
- Tohru (冨安徹 Tomiyasu Tohru) – trummor (2002–2005)
- Juka (藤本大樹 Fujimoto Hiroki) – sång (2002–2005)
- K (橘健吾 Tachibana Kengo) – gitarr, bakgrundssång (2004–2014; död 2014)

Turnerande medlemmar
- Jun – gitarr (2004)
- Fujimoto Hiroki – sång (2013)
- Közi – gitarr (2014)

## Diskografi
Demo
- Voice from Inferno (2002)

Studioalbum
- Dix Infernal (19 mars 2003)
- Nocturnal Opera (20 juli 2004)
- Dixandu (28 mars 2007)
- D+Sect (15 december 2010)
- Reprise (11 juli 2012)

EP
- Beyond the Gate (1 mars 2006)

Singlar
- "Dialogue Symphonie" (19 november 2002)
- "Shadows Temple" (31 maj 2004)
- "Pageant" (6 oktober 2004)
- "Lamentful Miss" (4 oktober 2006)

DVD
- Dix Infernal - Scars of Sabbath (16 december 2003)
- Invite to Immorality - Moi dix Mois Europe Live Tour 2005 (27 juli 2005)
- Dixanadu ~Fated raison d être~ Europe Tour 2007~ (30 januari 2008)